# Chapelle des Élus
La chapelle des Élus, également appelée chapelle des Condés, est souvent méconnue du public. Elle est située à Dijon dans le Palais des ducs de Bourgogne dont elle fait partie des éléments protégés et classés au titre des monuments historiques par arrêté de 1926.

## Histoire

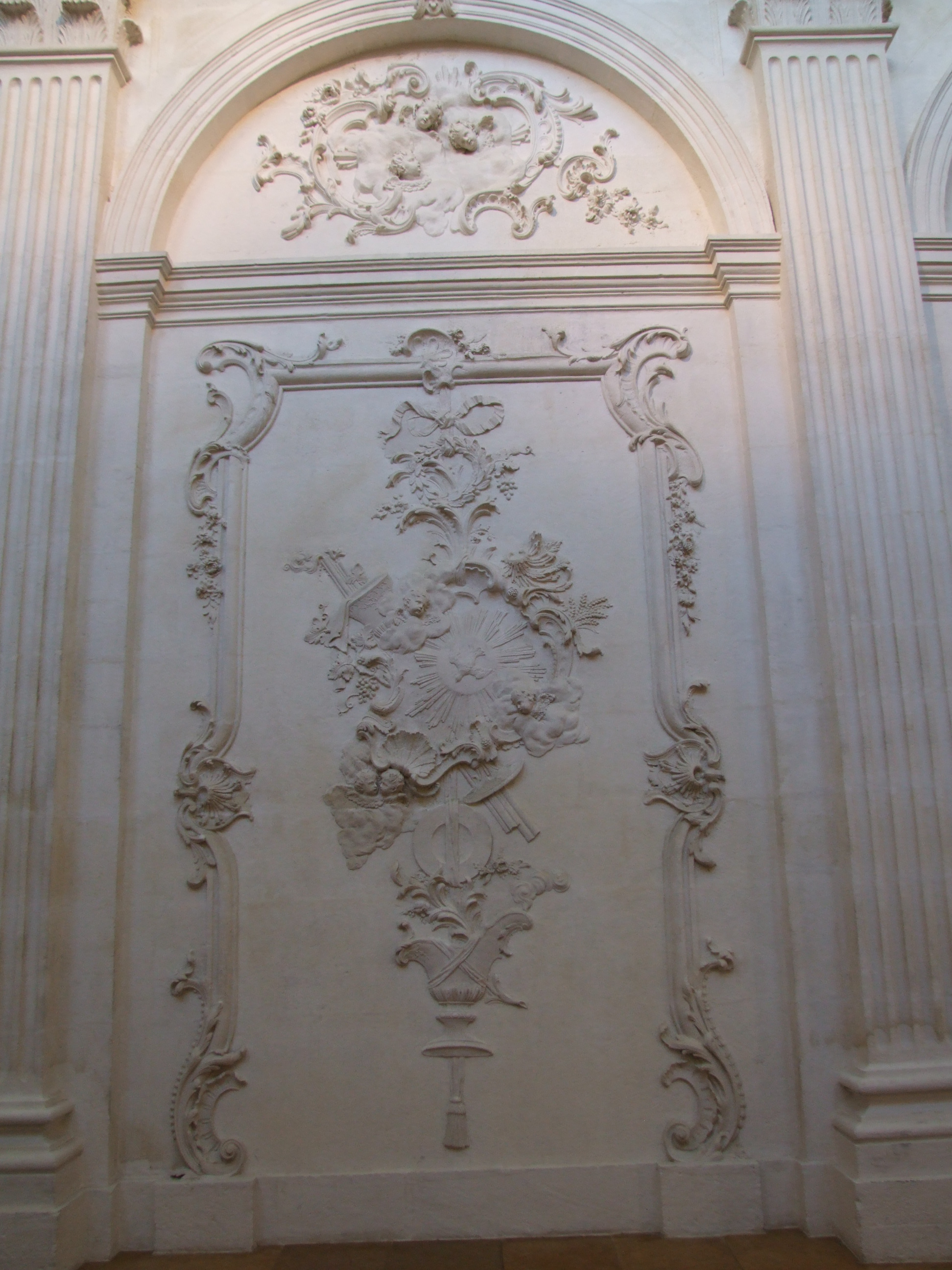
Décors sculptés des parois de la chapelle des Élus

La chapelle fut construite dans le style Rocaille entre 1738 et 1739 sous le règne de Louis XV. Il s'agit de l'œuvre de Jacques Gabriel, l'architecte du roi, qui modifia la chapelle initiale conçue par Pierre Le Mousseux. Le somptueux décor sculpté des parois est la création de l'artiste dijonnais Claude Saint Pierre. Ces chutes d'objets liturgiques  évoque le décor sculpté de la chapelle du Château de Versailles. 
L'autel de marbre a été réalisé par Servandoni, architecte décorateur florentin, considéré comme le propagateurs du style "Baroque".
Enfin, en 1743, le reste du décor fut achevé : les ornements de marbre furent commandés à Spingola et les boiseries sont dues à Jacques Verberckt, sculpteur et décorateur flamand qui participa à la création des appartements du Roi à Versailles.